# Sigapatella spadicea
Sigapatella spadicea is een slakkensoort uit de familie van de Calyptraeidae. De wetenschappelijke naam van de soort is voor het eerst geldig gepubliceerd in 1961 door Boshier.